# Championnats d'Afrique de tir 2022
Navigation
Tipaza 2019
Les championnats d'Afrique de tir 2022 sont la 15e édition des championnats d'Afrique de tir. Ils ont lieu du 16 au 24 décembre 2022 à Béni Khalled, en Tunisie.
La compétition devait originellement se tenir à Tripoli du 28 juillet au 3 août 2022 avant d'être réattribués à la Tunisie lors d'un comité de direction de la Fédération africaine de tir sportif tenu le 18 juillet de la même année.

## Médaillés

### Hommes
Les médaillés sont les sportifs suivants,, :
| Épreuves                     | Or                    | Argent               | Bronze             |
| ---------------------------- | --------------------- | -------------------- | ------------------ |
| Carabine à 10 m air comprimé | Hamdy Mohamed (EGY)   | Saad Mohamed (EGY)   | Elmadi Magdi (EGY) |
| Pistolet à 10 m air comprimé | Youssef Elkordy (EGY) | Maurice Mwambi (KEN) | Amine Adjabi (ALG) |

### Femmes
Les médaillées sont les sportives suivantes,, :
| Épreuves                                 | Or                         | Argent                                              | Bronze                                          |
| ---------------------------------------- | -------------------------- | --------------------------------------------------- | ----------------------------------------------- |
| Carabine à 10 m air comprimé             | Houda Chaabi (ALG)         | Mai Magdy (EGY)                                     | Farida Khaled (EGY)                             |
| Pistolet à 10 m air comprimé             | Hala Ashraf Elgohari (EGY) | Olfa Charni (TUN)                                   | Yara Essam Sayed Ahmed Elsamasiri (EGY)         |
| Carabine à 10 m air comprimé par équipes | Égypte                     | Algérie Saoussan Hachemi Houda Chaabi Insaf Hamdani | Tunisie Meriam Riahi Genna Bouzina Nour Soltane |

### Mixte
Les médaillés sont les sportifs suivants :
| Épreuves                                | Or                                     | Argent                                                   | Bronze                             |
| --------------------------------------- | -------------------------------------- | -------------------------------------------------------- | ---------------------------------- |
| Carabine à 10 m air comprimé par équipe | Égypte Farida Darwish                  | Égypte                                                   | Algérie Houda Chaabi Koceila Adoul |
| Pistolet à 10 m air comprimé par équipe | Égypte Omar Kamal Hala Ashraf Elgohari | Égypte Youssef Elkordy Yara Essam Sayed Ahmed Elsamasiri | Tunisie Ala Al-Othmani Olfa Charni |